# 1924年シャモニー・モンブランオリンピックのクロスカントリースキー競技
1924年シャモニー・モンブランオリンピックのクロスカントリースキー競技（1924ねんシャモニー・モンブランオリンピックのクロスカントリースキーきょうぎ）は、1924年1月30日から2月2日までフランス、シャモニーで行われた。

## 競技結果

### 男子18km
- 1924年2月2日
- エントリー41人：完走36人
- Sports-Reference.com (Olympics) のアーカイブ (英語)
- 1924年シャモニー・モンブランオリンピックのクロスカントリースキー競技 - Olympedia（英語）
- シャモニーオリンピック公式記録(PDF):P692

| 順位 | 名前                           | 国・地域     | 記録           |
| ---- | ------------------------------ | ------------ | -------------- |
| 1    | トルライフ・ハウグ             | ノルウェー   | 1時間14分31秒4 |
| 2    | ヨハン・グロットムスブローテン | ノルウェー   | 1時間15分51秒0 |
| 3    | タパニ・ニク                   | フィンランド | 1時間16分26秒0 |
| 4    | ヨン・モールダレン             | ノルウェー   | 1時間16分56秒8 |
| 5    | アイナル・ランヴィック         | ノルウェー   | 1時間17分27秒4 |
| 6    | ペール＝エリック・ヘトルンド   | スウェーデン | 1時間17分49秒4 |
| 7    | マッティ・ライヴィオ           | フィンランド | 1時間19分10秒4 |
| 8    | エリス・サンディン             | スウェーデン | 1時間19分24秒0 |
| 9    | トールケル・パーション         | スウェーデン | 1時間19分29秒8 |
| 10   | エリック・ウィンベリ           | スウェーデン | 1時間20分29秒4 |

### 男子50km
- 1924年1月30日
- エントリー33人：完走21人
- Sports-Reference.com (Olympics) のアーカイブ (英語)
- 1924年シャモニー・モンブランオリンピックのクロスカントリースキー競技 - Olympedia（英語）
- シャモニーオリンピック公式記録(PDF):P690

| 順位 | 名前                           | 国・地域     | 記録          |
| ---- | ------------------------------ | ------------ | ------------- |
| 1    | トルライフ・ハウグ             | ノルウェー   | 3時間44分32秒 |
| 2    | トラルフ・ストロームスタット   | ノルウェー   | 3時間46分23秒 |
| 3    | ヨハン・グロットムスブローテン | ノルウェー   | 3時間47分46秒 |
| 4    | ヨン・モールダレン             | ノルウェー   | 3時間49分48秒 |
| 5    | トールケル・パーション         | スウェーデン | 4時間05分59秒 |
| 6    | エルンスト・アルム             | スウェーデン | 4時間06分31秒 |
| 7    | マッティ・ライヴィオ           | フィンランド | 4時間06分50秒 |
| 8    | オスカー・リンドベリ           | スウェーデン | 4時間07分44秒 |
| 9    | エンリコ・コッリ               | イタリア     | 4時間10分50秒 |
| 10   | ジュゼッペ・ゲディーナ         | イタリア     | 4時間27分48秒 |

## 各国メダル数
| 順 | 国・地域     | 金 | 銀 | 銅 | 計 |
| -- | ------------ | -- | -- | -- | -- |
| 1  | ノルウェー   | 2  | 2  | 1  | 5  |
| 2  | フィンランド | 0  | 0  | 1  | 1  |